# Alex Collatz
Alex Collatz (ur. 25 maja 1993) – amerykańska lekkoatletka, dyskobolka. 

## Osiągnięcia
| Rok  | Impreza                               | Miejsce    | Lokata     | Wynik |
| ---- | ------------------------------------- | ---------- | ---------- | ----- |
| 2009 | Mistrzostwa świata juniorów młodszych | Bressanone | 2. miejsce | 50,09 |
| 2014 | Młodzieżowe mistrzostwa NACAC         | Kamloops   | 2. miejsce | 53,20 |

## Rekordy życiowe
- Rzut dyskiem – 57,15 (2014)